# 黃英 (清朝)
黃英（17世纪？—18世纪？），字挺通，福州羅源人。清朝军事人物，曾任金門鎮總兵、臺灣鎮總兵。

## 生平
康熙廿二年（1683年），隨施琅攻下澎湖，後來題授左提督。而據《康熙實錄》記載，康熙五十二年（1713年）九月，當時擔任漕運總督中軍副將的黃英被升任為金門鎮總兵。
康熙六十年（1601年）臺灣發生朱一貴事件，黃英駐守在廈門策應。事件後，黃英暫時擔任臺灣鎮總兵。
雍正元年（1723年）三月，上《奏謝恩賜三子蔭生摺》，奏摺中對於兵部在康熙六十年（1721年）有意將臺灣鎮總兵改駐澎湖，臺灣陸路改設副將的規畫提出反對之意。而後據《雍正實錄》記載黃英在雍正元年（1723年）七月因年老從金門鎮總兵一職退休。

## 家庭
黃英長子名為黃正元、三子名為黃正綱。黃正綱義擔任過金門鎮總兵，此外也擔任過廣東瓊州總兵。